# Ґротники (Великопольське воєводство)
Ґротни́ки (пол. Grotniki) — село в Польщі, у гміні Влошаковиці Лещинського повіту Великопольського воєводства.
Населення — 671 особа (2011).
У 1975—1998 роках село належало до Лешненського воєводства.

## Демографія
Демографічна структура станом на 31 березня 2011 року:
|          | Загалом | Допрацездатний вік | Працездатний вік | Постпрацездатний вік |
| -------- | ------- | ------------------ | ---------------- | -------------------- |
| Чоловіки | 339     | 81                 | 221              | 37                   |
| Жінки    | 332     | 75                 | 190              | 67                   |
| Разом    | 671     | 156                | 411              | 104                  |